# اررا (کارولینای شمالی)
اررا (به انگلیسی: Aurora) شهری در ایالت کارولینای شمالی کشور ایالات متحده آمریکا است که جمعیت آن در سرشماری سال ۲۰۱۰ میلادی، ۵۲۰ نفر بوده‌است.